# Borgowo
Borgowo (pol. hist. „Bargowo”) – wieś w Polsce położona w województwie wielkopolskim, w powiecie śremskim, w gminie Śrem. W latach 1975–1998 miejscowość administracyjnie należała do województwa poznańskiego.

## Położenie
Położona przy drodze wojewódzkiej nr 434 z Łubowa przez Śrem do Rawicza przez Gostyń. We wsi znajduje się skrzyżowanie z drogą do Pyszącej. Komunikację ze wsi do Śremu zapewnia komunikacja gminna oraz autobusy PKS w Poznaniu.

## Historia
Miejscowość pierwotnie była związana z Wielkopolską. Istnieje co najmniej od drugiej połowy XII wieku i ma średniowieczną metrykę. Kiedyś nazywała się inaczej. Pierwszy zachowany zapis pochodzi z łacińskiego dokumentu z 1392 gdzie odnotowano ją jako „Bargowo”, 1416 „Borgowo”, 1484, według zachowanej kopii z XIX wieku, „Bagrowo”, 1547 „Barglowo”.
Początkowo wieś była własnością szlachecką, należącą do lokalnej wielkopolskiej szlachty z rodu Sepieńskich, Więckowskich, Ponieckich herbu Ostoja, Górskich. W 1457 leżała w powiecie poznańskim województwa poznańskiego w Koronie Królestwa Polskiego. W 1405 leżała w parafii Drzonek, a później do parafii Śrem.
Pierwszy zapis pochodzi z dokumentu sądowego z 1392, który mówi o tym, że Piotr z Borgowa był w sporze z Wyszotą z Kórnika w powiecie pyzdrskim oraz Łęgu koło Śremu, o dziedzinę Bargowo. W 1422 dziedziczką borgowską była Więcoszka. W 1426 dziedzicem wsi był Jarosław Jarogniewski posiadacz w Borgowie oraz Gaju. W 1427 Mikołaj, brat Jakusza z Sepna i Sepna Małego, odziedziczył w Łęgu, Borgowie i Miechininie w powiecie pyzdrskim (obecnie to Mechlin) przez małżeństwo z Anną córką Oswalda Ramsza Bronikowskiego i Więcoszki z Łęgu siostry Wyszoty z Kórnika. W 1428 sędzia poznański Mikołaj Sepieński, zaskarżył Janusza Lubońskiego z Lubonia koło Poznania o 100 grzywien szkody poniesionej z powodu nie wyclenia Łęgu, Miechinina i Borgowa.
Z archiwów sądowych zachowało się także wiele informacji o miejscowości z XVI wieku. W wyniku procesów majątkowych, sprzedaży, wymiany i dziedziczenia zmieniała się własność wsi. W 1452 Jan z Łęgu, Mchów, Borgowa i Niedźwiad koło Książa pozwany został przez Annę wdowę po Hanuszu Gołaskim z Gołaszyna, powiecie kościańskim o porękę na sumę 422 złotych węgierskich za Andrzeja Pogorzelskiego. W 1457 Jakub i Mikołaj, dziedzice z Mchów oraz synowie Mikołaja Sepieńskiego, oddali w podziale majątku rodzinnego swojemu bratu Janowi wsie Łęg i Borgowo oraz 4 łany w Kleszczewie w powiecie pyzdrskim. W 1459 Jakub Sepieński z Mchów, Niedźwiad, Borgowa i Łęgu pozwany został przez Wojciecha Kopaszewskiego z Kopaszewa koło Krzywinia o szkody na sumę 110 florenów. W 1469 Jan Sepieński brat Jakuba był współdziedzicem w Mchach, Łęgu, Borgowie, Niedźwiadach i Kleszczewie. Odnotowano, że nie dopuścił on Aszera syna Izraela, Żyda poznańskiego, do wwiązania przez woźnego sądu ziemskiego w swoje dobra w Borgowie, Łęgu i Kleszczewie na kwotę 40 złotych węgierskich. W 1470 Piotr, Jan i Mikołaj bracia niedzielni z Opalenicy uzyskali od wspomnianego Jana z Łęgu i Borgowa przysąd na 193 grzywien i 16 groszy za posag zmarłej Katarzyny żony Jana Sepieńskiego, a ich ciotki, oraz na 100 grzywien za wyprawę małżeńską.
W 1469 odnotowano, że wojski poznański Jan Sepieński z Borgowa jako dworzanin króla polskiego Kazimierza IV Jagiellończyka wysłany został w sprawach królewskich na Mazowsze oraz do Prus.
W 1476 Anna wdowa po Janie Gołaskim sprzedała wraz z prawem odkupu Małgorzacie żonie Tomasza Więckowskiego z Więckowic koło Buku swoje nabytki i przezyski w Borgowie za 140 złotych węgierskich. W 1481 chorąży poznański Piotr oraz jego brat Mikołaj, obaj z Opalenicy, sprzedali wraz z prawem odkupu Marcinowi, synowi Ścibora z Ponieca swoje prawa na wsiach Łęg i Borgowo, nabyte od Jana Sepieńskiego. W 1482 Zachariasz, niegdyś z Ostrowa koło Śremu sprzedał wraz z prawem odkupu Marcinowi Ponieckiemu swoje prawa bliższości, zyski oraz przezyski w Borgowie nabyte po siostrze Małgorzacie Więckowskiej za 140 złotych węgierskich. W 1483 Marcin Poniecki sprzedał wraz z prawem odkupu chorążemu kaliskiemu Benedyktowi Górskiemu (z nie istniejącej obecnie wsi Góry koło Bnina) całe wsie Łęg i Borgowo, nabyte na prawie odkupu od Piotra i Mikołaja braci Opalińskich oraz od Zachariasza z Ostrowa.
W 1484, według zachowanej kopii z XIX wieku, Marcin Poniecki poręczył Maciejowi Kawieckiemu, noszącemu odmiejscowe nazwisko od Kawcza koło Ponieca, za wyclenie wszystkich jego praw i przezysków we wsiach Łęg i Borgowo, zawarowanych mu przez Piotra i Mikołaja z Opalenicy na kwotę zawartą w dok. Przysądnych. W 1488 tenże Marcin sprzedaje z pr. odkupu Mac. Kawieckiemu całe swoje prawa i przezyski w B., nabyte z pr. odkupu od zm. Zachariasza z Ostrowa za 140 zł węg., za taką samą kwotę (PG 10, 99v; BR 628 nr 226 kop. XIX w.); Piotr i Mik. bracia z Opalenicy oddają w zastaw Maciejowi Kawieckiemu wszystkie swoje prawa i przezyski w Łęgu i Borgowa, nabyte na Janie Sepieńskim sędzim kaliskim, za kwotę podaną w dokumentach przysądnych. W 1491, wg zachowanej kopii z XIX wieku, Maciej Kawiecki oskarżył Marcina Ponieckiego o niedotrzymanie zobowiązania co do wyclenia przez Marcina swoich praw i przezysków w Łęgu i Borgowie, odstąpionych mu przez braci Piotra i Mikołaja z Opalenicy. W 1495, według zachowanej kopii z XIX wieku, Feliks z Kępy koło Szamotuł syn zmarłego Benedykta Górskiego, oskarżył Macieja Kawieckiego o zajęcie Łęgu i Borgowa, nabytych z prawem odkupu przez swego ojca od Marcina Ponieckiego. Pozwany twierdził, że posiada zabezpieczenie na wspomnianych wsiach nie od Benedykta Górskiego, lecz od Piotra i Mikołaja z Opalenicy w sumie głównej, którą nabyli oni od Jana Sepieńskiego i za którą wspomniany Benedykt zadośćuczynił swemu małoletniemu synowi Feliksowi przez Marcina Ponieckiego za zgodą stryjów i opiekunów Feliksa, Wojciecha i Andrzeja Górskich. Feliks Górski powierzył swojej matce Agnieszce, żonie kasztelana śremskiego Stanisława Imbira z Objezierza opiekę nad swoimi dobrami ojczystymi, m.in. wsiami Łęg i Borgowo.
W XVI wieku miejscowość notowano także w księgach podatkowych. W 1510 we wsi Łęg należącej do pana Zaborowskiego znajdował się także folwark zwany Borgowo, liczący 6 łanów. Odnotowano pod tą datą, że niegdyś było we wsi 6 kmieci. W 1566 miał miejsce pobór od jednego zagrodnika w opuszczonej wsi Borgowo.
Wskutek I rozbioru Polski w 1772, miejscowość przeszła pod władanie Prus i jak cała ziemia chełmińska znalazła się w zaborze pruskim.

## Zabytki
Zabytkami wsi znajdującymi się w gminnej ewidencji zabytków jest figura Matki Boskiej Królowej Polski z 1918 oraz cmentarz ewangelicki założony w XIX wieku.

## Demografia
Liczba mieszkańców miejscowości w poszczególnych latach:
| Rok  | Ilość mieszkańców |
| ---- | ----------------- |
| 1998 | 114               |
| 2002 | 99                |
| 2009 | 129               |
| 2011 | 131               |
| 2021 | 174               |